# Pitcairnia abyssicola
Pitcairnia abyssicola är en gräsväxtart som beskrevs av Elton Martinez Carvalho Leme och L.Kollmann. Pitcairnia abyssicola ingår i släktet Pitcairnia och familjen Bromeliaceae. Inga underarter finns listade i Catalogue of Life.